# Solidaritätsfonds zur Bekämpfung von COVID-19
Der Solidaritätsfonds zur Bekämpfung von COVID-19 (englisch COVID-19 Solidarity Response Fund) ist ein von der Weltgesundheitsorganisation (WHO), der UN-Stiftung, der Schweizer Philanthropie-Stiftung und ihren Partnern aufgelegter globaler Fonds zur Unterstützung der Arbeit der WHO bei der Eindämmung der COVID-19-Pandemie.
Der Fonds wurde am 13. März 2020 vom Generaldirektor der WHO in Genf ins Leben gerufen. Der Zweck dieses Fonds besteht laut Weltgesundheitsorganisation darin, „die Arbeit der WHO zur Verfolgung und zum Verständnis der Ausbreitung des Virus zu unterstützen, sicherzustellen, dass die Patienten die von ihnen benötigte Versorgung erhalten und die Mitarbeiter an vorderster Front wichtige Vorräte und Informationen erhalten, und die Bemühungen zur Entwicklung von Impfstoffen, Tests und Maßnahmen zu beschleunigen.“
Große Unternehmen, darunter Facebook, H & M und Google, haben neben mehreren Privatpersonen an den Fonds gespendet.

## Ziele
Laut der WHO fließen die eingegangenen Spenden in die Finanzierung des Strategischen Bereitschafts- und Reaktionsplans (englisch Strategic Preparedness and Response Plan), zu dessen Aktivitäten laut WHO unter anderem die folgenden Punkte zählen:
- Einführung von Aktivitäten zur Verfolgung und zum Verständnis der Ausbreitung des Coronavirus
- Sicherstellen, dass die Patienten die Pflege erhalten, die sie benötigen
- Kauf und Versand von wichtigen Verbrauchsmaterialien wie Masken, Schutzhandschuhen und -kleidung für Frontarbeiter
- Erstellung evidenzbasierter Richtlinien und Ratschläge sowie Sicherstellung, dass Gesundheitspersonal und Einsatzkräfte die Informationen und Schulungen erhalten, um betroffene Patienten zu erkennen und zu behandeln
- Erstellung von Leitlinien für die breite Öffentlichkeit und für bestimmte Gruppen zu Maßnahmen, um die Ausbreitung zu verhindern und sich selbst und andere zu schützen[3]
- Beschleunigung der Bemühungen zur Entwicklung von Impfstoffen, Tests und Behandlungen.